# Polarforschung Glacier
Polarforschung Glacier är en glaciär i Antarktis. Den ligger i Östantarktis. Australien gör anspråk på området. Polarforschung Glacier ligger 13 meter över havet.
Terrängen runt Polarforschung Glacier är kuperad söderut, men norrut är den platt. Trakten är obefolkad. Det finns inga samhällen i närheten.